# Bogdan Bogdanow
Bogdan Waleriew Bogdanow, bułg. Богдан Валериев Богданов (ur. 19 czerwca 1987 w Plewenie) – bułgarski finansista i polityk, w latach 2023–2024 minister gospodarki i przemysłu.

## Życiorys
Uzyskał licencjat z finansów w uczelni WUZF, uzyskał magisterium na Uniwersytecie Gospodarki Narodowej i Światowej oraz Nottingham Trent University. Pracował w sektorze prywatnym przy projektach inwestycyjnych. W kwietniu 2022 powołany na dyrektora wykonawczego Bułgarskiej Agencji Inwestycyjnej. W czerwcu 2023 został ministrem gospodarki w rządzie Nikołaja Denkowa. Stanowisko to zajmował do kwietnia 2024. W czerwcu tego samego roku z ramienia centrowej koalicji PP-DB uzyskał mandat posła do Zgromadzenia Narodowego 50. kadencji. Z powodzeniem ubiegał się o reelekcję w wyborach z października 2024.